# Arseni Comas
Arseni Comas Julià, deportivamente conocido como Comas (San Gregorio, Gerona, España; 28 de junio de 1961) es un exjugador y entrenador de fútbol español. 

## Trayectoria

### Como jugador
Formado en las categorías inferiores del Girona FC, la temporada 1977/78, con 17 años, debutó con el primer equipo en Segunda División B. Destacó como uno de los futbolistas más prometedores de su generación, lo que le llevó a jugar en las categorías inferiores selección española, participando en el Mundial Juvenil de 1979, y a fichar por el FC Barcelona, ese mismo año.
Tras una primera temporada con el Barcelona Atlètic en Segunda B, encadenó cesiones durante tres temporadas consecutivas: al RC Recreativo de Huelva (Segunda A, 1980/81), al RSD Alcalá (Segunda B, 1981/82) y al Granada CF (Segunda B, 1982/83). Luego volvió al filial azulgrana para jugar dos campañas en Segunda División. Sin opciones de ascender al primer equipo barcelonista —con el que solo jugó dos partidos amistosos— el verano de 1985 fichó por el CD Logroñés, también en la categoría de plata. La temporada 1986/87 fue titular indiscutible en el equipo riojano que logró el ascenso, por vez primera, a la Primera División. Comas jugó dos años con el CD Logroñés en la máxima categoría, disputando un total de 56 partidos.
La temporada 1989/90 regresó a su tierra natal para enrolarse en la UE Figueres, de Segunda División. Con los ampurdaneses logró otro hito histórico: la disputa de la promoción de ascenso a Primera la temporada 1991/92, pero esta vez sin éxito. Un año después, sin embargo, descendieron de categoría.
La temporada 1995/96 dejó el fútbol profesional y se incorporó a la AE Roses, equipo de categoría regional, como jugador y segundo entrenador de Pere Gratacós, con quien había coincidido en Barcelona y Figueres. Con el club de la Costa Brava jugó dos temporadas en Regional Preferente. La temporada 1997/98 acompañó a Gratacós al Girona FC —por entonces también en categoría regional— nuevamente compaginando el rol de jugador y segundo entrenador. Colgó definitivamente las botas en 1999, tras lograr el campeonato de Primera Catalana y ascender a Tercera División.

### Como entrenador
Los inicios de su carrera como técnico van ligados a Pere Gratacós, de quien fue ayudante durante 14 años. La trayectoria del tándem se inició en Regional Preferente con el Roses AE, donde Comas compaginó banquillo y terreno de juego. Tras dos años pasaron al Girona FC, donde lograron el ascenso a Tercera División. Entre 2001 y 2003 dirigieron a la UE Figueres, al que convirtieron en el primer equipo de Segunda B en alcanzar las semifinales de la Copa del Rey. De 2003 a 2005 Comas fue el segundo de Gratacós en el FC Barcelona B, también en la categoría de bronce. Su última aventura profesional conjunta fue al frente de la selección catalana, entre 2005 y 2009.
Comas compaginó su etapa en la selección con otros cargos. La temporada 2005/06 fue segundo de Miquel Olmo en la UE Figueres y al año siguiente se estrenó como primer entrenador en el entonces filial, la FE Figueres, de Primera Catalana. Posteriormente compaginó el trabajo en las categoría inferiores del CF Peralada con la dirección del modesto UE Cabanes, de Segunda Territorial. En 2010 regresó a la UE Figueres para entrenar en el fútbol base y dirigió al filial de Tercera Catalana durante una temporada y media. En 2012 se incorporó a la academia catarí Aspire, primero como scouter y posteriormente como técnico en su centro en Senegal.

### Selección nacional
Fue internacional en varias categorías inferiores de la selección española. Con la selección sub-18 jugó 17 partidos y participó en el Campeonato Europeo de la categoría de 1978. Jugó dos encuentros con la selección sub-19 y cuatro con la sub-20, todos ellos correspondientes a la Copa del Mundo Juvenil de 1979.

### Clubes
| Club                    | País   | Año       |
| ----------------------- | ------ | --------- |
| Girona FC               | España | 1977-1979 |
| FC Barcelona Atlètic    | España | 1979-1980 |
| RC Recreativo de Huelva | España | 1980-1981 |
| RSD Alcalá              | España | 1981-1982 |
| Granada CF              | España | 1982-1983 |
| FC Barcelona Atlètic    | España | 1983-1985 |
| CD Logroñés             | España | 1985-1989 |
| Unió Esportiva Figueres | España | 1989-1995 |
| AE Roses                | España | 1995-1997 |
| Girona FC               | España | 1997-1999 |